# Kabti-ilāni-Marduk
Kabti-ilāni-Marduk, Sohn des Dabibu (mKab-ti-ilāni meš-dmarduk, IDDIM.ildMAŠ, korrekter wahrscheinlich Kabti-ilī-Marduk) war ein babylonischer Schreiber, der Verfasser des Erra-Gedichts (Tafel V, 42). Zusammen mit Saggil-kînam-ubbib, Šubši-mašrâ-Šakkan und Sîn-leqe-unnīnī, dem Verfasser des Gilgameš-Epos, gehört er zu den wenigen namentlich überlieferten Autoren sumerischer und babylonischer Epen. Es ist nicht bekannt, wann Kabti-ilāni-Marduk gelebt hat. Das von ihm verfasste Werk wird allgemein zwischen 1000 und 760 v. Chr. datiert, erhaltene Texte stammen aus dem frühen 7. Jahrhundert v. Chr. sind aber Abschriften älterer Texte.
Das Epos wurde ihm des Nachts in einem Traum enthüllt. Nachdem er morgens aufstand, schrieb er es nieder, „keine Zeile auslassend oder hinzufügend“, wie er behauptet (Erra V, 42ff.). Als Sender des Traums kommen entweder Išum, der Bote von Era, oder Erra selbst in Frage. Kabti-ilāni-Marduk nennt sich selbst kāṣir kammīšu, wörtlich „Knüpfer seiner Tafeln“ = "Verfasser".
Der Name von Kabti-ilāni-Marduk wird in dem seleukidischen Autorenkatalog W20030 als ummânu, „Meister“, aufgeführt, der zur Zeit des Ur-III zeitlichen Königs Ibbi-Sin gelebt haben soll. Er konnte auch in dem Autorenkatalog unbekannter Zeitstellung aus der Bibliothek des Aššurbanipal ergänzt werden (III, 1–2).